# Chromatomyia glacialis
Chromatomyia glacialis este o specie de muște din genul Chromatomyia, familia Agromyzidae, descrisă de Griffiths în anul 1964. Conform Catalogue of Life specia Chromatomyia glacialis nu are subspecii cunoscute.